# Хедервари (лунный кратер)
Кратер Хедервари (лат. Hédervári) — большой ударный кратер в области южного полюса видимой стороны Луны (восточная часть чаши кратера заходит на обратную сторону Луны). Название присвоено в честь венгерского геофизика Петера Хедервари (1931—1984) и утверждено Международным астрономическим союзом в 1994 г. Образование кратера относится к донектарскому периоду.

## Описание кратера
Южная часть вала кратера Хедервари перекрыта кратером Амундсен. Другими ближайшими его соседями являются кратер Сведберг на западе; кратер Хэйл на  севере-северо-востоке; кратеры Идельсон и Гансвиндт на востоке. Селенографические координаты центра кратера 81°46′ ю. ш. 85°36′ в. д. / 81,77° ю. ш. 85,6° в. д., диаметр 74,1 км, глубина 3910 м.
Кратер Хедервари имеет циркулярную форму и значительно разрушен. Вал кратера сглажен и отмечен множеством мелких кратеров, южная часть вала перекрыта кратером Амундсен, северная – сателлитным кратером Амундсен C. Дно чаши пересеченное, за исключением сравнительно ровной восточной части, южная часть чаши перекрыта породами выброшенными при образовании кратера Амундсен. В центре чаши расположен массивный округлый пик от которого в западном направлении отходит невысокий хребет. 
До получения собственного наименования в 1994 г. кратер имел обозначение Амундсен A (в системе обозначений так называемых сателлитных кратеров, расположенных в окрестностях кратера, имеющего собственное наименование).

## Сателлитные кратеры
Отсутствуют.

## См.также
- Список кратеров на Луне
- Лунный кратер
- Морфологический каталог кратеров Луны
- Планетная номенклатура
- Селенография
- Минералогия Луны
- Геология Луны
- Поздняя тяжёлая бомбардировка